# Knihovna pražské metropolitní kapituly
Knihovna pražské metropolitní kapituly (KPMK, v některých citacích jen KK, tedy kapitulní knihovna s dodatkem, že jde o pražskou) je knihovna, která vznikla činností Metropolitní kapituly u sv. Víta v Praze a odkazy českých králů, zejména Karla IV. Již v roce 1354 měla knihovna 186 svazků.

## Umístění
V současnosti je knihovna spravována jako historický knižní fond, je rozdělena do čtyř celků a uložena na čtyřech místech. 

### Archiv Pražského hradu
Nejcennější část rukopisů, starých tisků a část hudebnin čítá asi 20 000 položek. Není přímo ve správě kapituly, ale od roku 1957 (a od restituce v roce 1991 dočasně) je spravuje Archiv Pražského hradu.
Ačkoliv jde o fond mimořádné historické hodnoty, nejsou téměř žádné z rukopisů digitalizovány. Bádání ve fondu je ztíženo také zákazem pořizování jakýchkoliv fotografií (byť pro studijní učely) bez písemného souhlasu kapituly.

### Další fondy knihovny
Ostatní fondy knihovny jsou v přímé správě kapituly a čítají rovněž kolem 20 000 položek. Jsou uloženy na třech místech: 
- v domě čp. 62/IV na Hradčanském náměstí 10,
- hudebniny v Mladotově domě čp. 47/IV,
- spisy v budově Starého proboštství čp. 48/IV na 3. hradním nádvoří.[3]

Tyto fondy procházejí od roku 2020 novou katalogizací a badatelům nejsou přístupné.

## Knižní fond

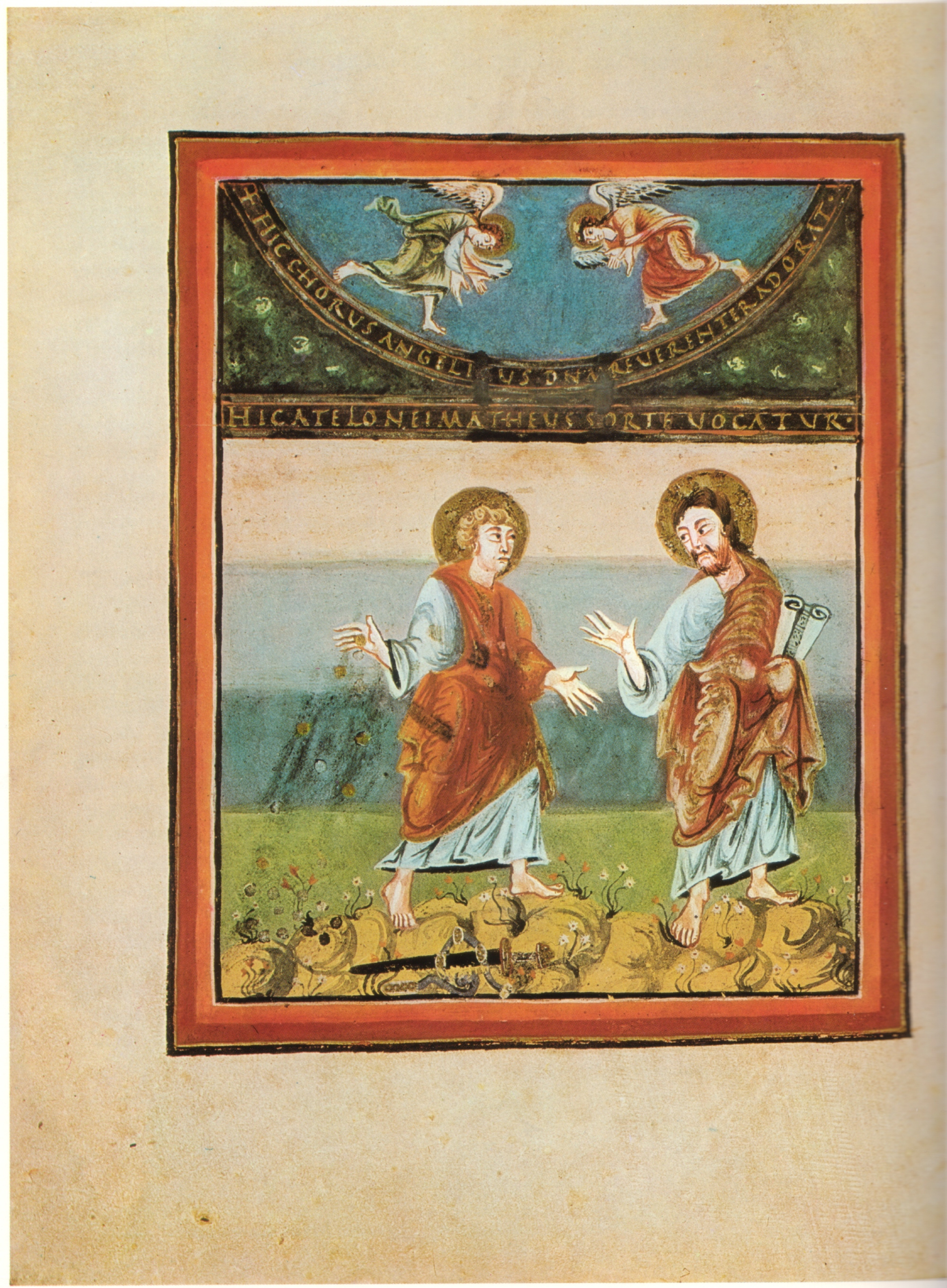
Karolínský rukopis sign. Cim 2 z 9. století; Povolání sv. Matouše

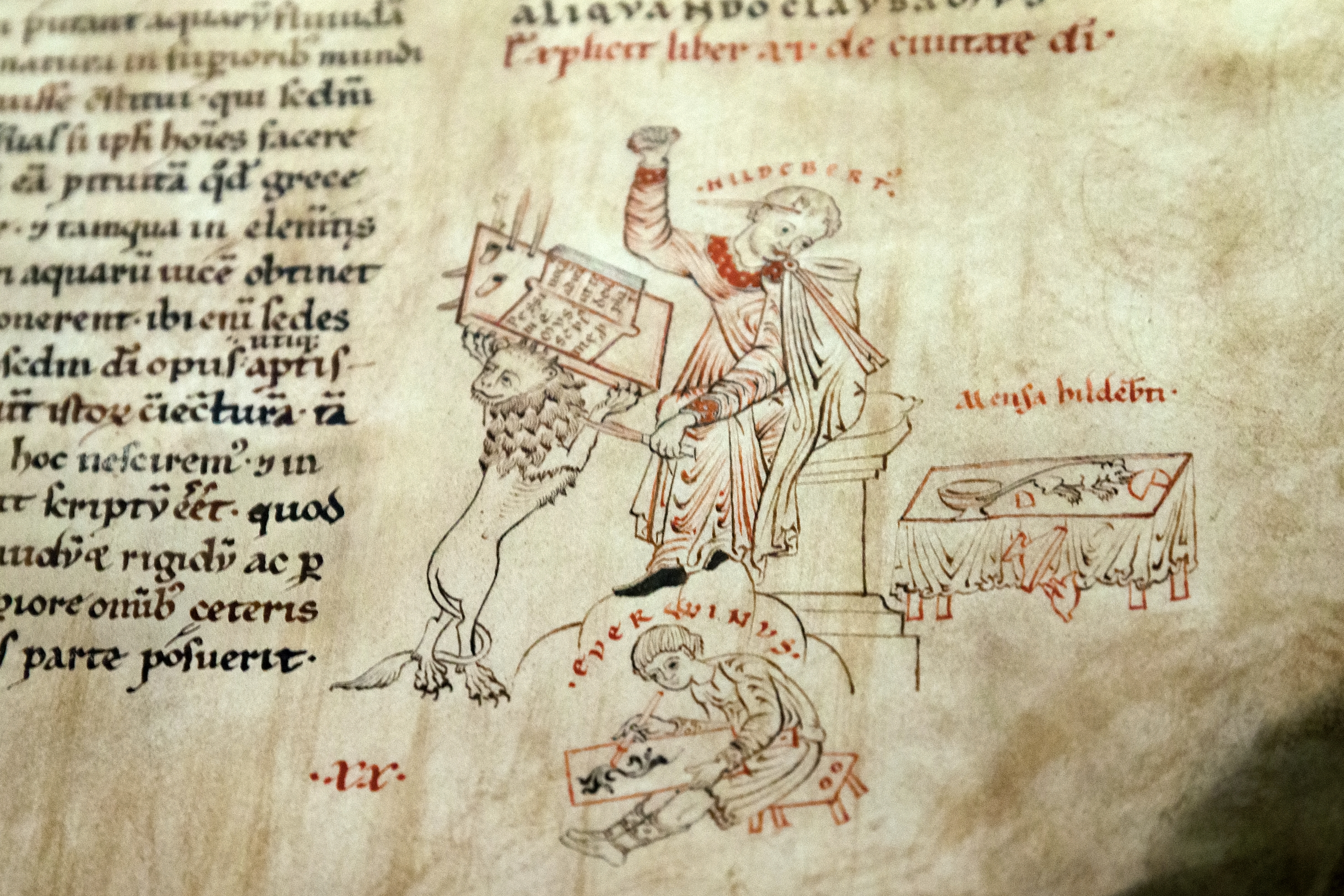
De Civitate Dei, 1142-1150, faksimile

Počtem a významem iluminovaných středověkých rukopisů, prvotisků a starých tisků patří mezi nejvýznamnější knihovny v České republice. Základem sbírky byly rukopisy.  Již  roku 1387 bylo v inventáři zapsáno 269 rukopisných knih. Byly to texty liturgické, biblické, církevně právní a kázání. Mezi dárce ve 14.- 16. století patřili především, kapitulní kanovníci, například Hilarius Litoměřický nebo Václav z Krumlova. Jiné byly získány z klášterů, na počátku 17. století 93 kodexů knihovně odkázal Jiří Barthold Pontanus z Breitenberka. 
Roku 1713 oddělil rukopisy od tisků kapitulní kaplan Jan Tomáš Vojtěch Berghauer. Kanovník Emanuel Arnošt z Valdštejna rukopisy uspořádal podle dosud platných signatur  a sestavil jejich první katalog. Knihy nejsou vystaveny ani běžně přístupné, pro výstavní účely byla z některých zhotovena faksimile. 

### Rukopisy
- Zlomek evangelia sv. Marka, latinský rukopis, 6. století; nejstarší rukopis v českých zemích
- Svatovítská apokalypsa, český románský rukopis, 12. století; známý vyobrazením knížete Spytihněva
- Svatý Augustin: De Civitate Dei, 1142-1150; románský rukopis proslulý kreslenou momentkou s popiskami: písař Hildebert hází kámen po myši, která mu na stolku žere svačinu, iluminátor Ewervin kreslí ornament na borduru rukopisu.
- Žaltář ostrovský se 4 celostrannými obrazy, vznikl kolem r. 1200[4]
- Misál Jana ze Středy
- Iluminovaný rukopis z kláštera sv. Brigity v Bergenu, Norsko 3. čtvrtina 15. století
- Antifonář, graduál a kancionál Arnošta z Pardubic
- Graduál Jana Táborského a Fabiána Puléře, renesanční z r. 1552, s vyobrazením obou autorů

### Prvotisky
Katalog prvotisků  má 1139 titulů v 677 svazcích. Kanovník Antonín Frind je roku 1874 vyčlenil do samostatného oddělení. Patří sem 10 knih z odkazu Hanuše z Kolovrat, Jana Hertembergera z Lokte nebo Jiřího Bartholda Pontana.

## Katalogy
- PATERA, Adolf a PODLAHA, Antonín. Soupis rukopisů knihovny Metropolitní kapitoly pražské. Praha: Česká akademie císaře Františka Josefa pro vědy, slovesnost a umění, 1910-1922. 2 sv. Soupis rukopisů knihoven a archivů zemí českých, jakož i rukopisných bohemik mimočeských; č. 1, 4. Dostupné online: Díl 1 Archivováno 5. 1. 2016 na Wayback Machine., Díl 2 Archivováno 5. 1. 2016 na Wayback Machine..
- PODLAHA, Antonín, ed. Catalogus incunabulorum, quae in Bibliotheca capituli metropolitani Pragensis asservantur. Pragae: A. Podlaha, 1926. 5 s., 1 list, 131, [1] s. Editiones archivii et Bibliothecae s.f. metropolitani capituli Pragensis; op. XX.
- PODLAHA, Antonín. Doplňky a opravy k soupisu rukopisů Knihovny metropolitní kapituly pražské. Pragae: Metropolitani Capituli Pragensis, 1928. Dostupné online: Doplňky Archivováno 5. 1. 2016 na Wayback Machine..